# 69街車站 (IRT法拉盛線)
69街車站（英語：69th Street station），又稱「69街-菲斯克大道車站」（英語：69th Street–Fisk Avenue station）是紐約地鐵IRT法拉盛線的一個慢車地鐵站，位於皇后區伍德賽德69街及羅斯福大道的交界，設有7號線（任何時候停站）列車服務。

## 車站結構
| 月台層   |                                                  |                                       |
| 側式月台 |                                                  |                                       |
| 南行慢車 | ← 往34街-哈德遜調車場 (61街-伍德賽德)            |                                       |
| 尖峰快車 | ← 上午繁忙時段不停靠 ← 黃昏繁忙時段/晚上不停靠 → |                                       |
| 北行慢車 | → 往法拉盛-緬街 (74街-百老匯) →                  |                                       |
| 側式月台 |                                                  |                                       |
| 夾層     | 夾層                                             | 閘機、車站詢問處、Metrocard自動售票機 |
| Ground   | 街道層                                           | 出入口                                |

此高架車站設有兩個側式月台和三條軌道。中央軌道由尖峰特快列車使用。北行月台最東端是一條已關閉的樓梯，前往軌道區下方的儲藏處。
布魯克林-皇后區快速道路在此站以東下穿IRT法拉盛線。過去此站與61街-伍德賽德車站設有許多橫渡線和轉轍器。它們在2008年移除，並以74街-百老匯車站前後的橫渡線取代。新的橫渡線設計成快車軌道任何一個方向的列車都可以停靠74街車站。
在法拉盛線以東的高架橋和布魯克林-皇后區快速道路之下是一條紐約連接鐵路的軌道，由CSX的貨運使用。

## 外部連結
- nycsubway.org—IRT Flushing Line: 69th Street/Fisk Avenue
- Station Reporter — 7 Train
- The Subway Nut — 69th Street Pictures（页面存档备份，存于）
- 69th Street entrance from Google Maps Street View（页面存档备份，存于）
- Platforms from Google Maps Street View （页面存档备份，存于）